# جياكومو بالا
جباكومو بالا (بالإيطالية: Giacomo Balla)‏ (18 يوليو 1871 ، تورينو - 1 مارس 1958) هو رسام إيطالي. ابن لصيدلاني صناعي. ولد في تورينو في منطقة بيدمونت في إيطاليا ودرس الموسيقى في طفولته.

## مسيرته
ولد جاكومو بالا في تورينو الإيطالية. ودرس الرسم بدون أستاذ. بدأ حياته الفنية برسم مناظر طبيعية تميزت بملامح من الفن الرمزي. وفي عام 1900 جاء إلى باريس حيث تعرف بـالفن التكعيبي. استلهم أعماله من مظاهر العالم المعاصر كالسرعة والضوء.

## روابط خارجية
- جياكومو بالا على موقع الموسوعة البريطانية (الإنجليزية)
- جياكومو بالا على موقع ميوزك برينز (الإنجليزية)
- جياكومو بالا على موقع إن إن دي بي (الإنجليزية)
- جياكومو بالا على موقع ديسكوغز (الإنجليزية)